# Jestřábník zední

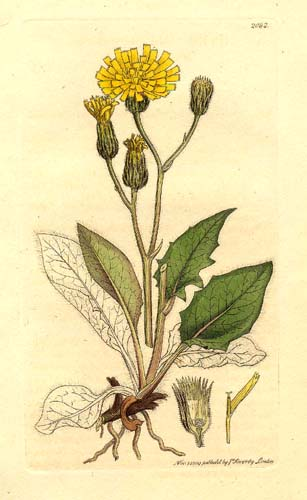
Ilustrace jestřábníku zedního

Jestřábník zední (Hieracium murorum) je středně vysoká žlutě rozkvétající planě rostoucí rostlina, druh z velmi bohatého rodu jestřábník.

## Rozšíření
Rostlina pokrývající celou Evropu, od Islandu a Pyrenejského poloostrova až po Ural, severní území Malé Asie a okolí Kavkazu. Byl druhotně zavlečen do Severní i Jižní Ameriky a na Nový Zéland.
V České republice roste víceméně na celém území, od nížinatých oblastí až po horské, je jednou z nejběžnějších lesních rostlin. Přes své zavádějící druhové jméno se nejčastěji vyskytuje ve světlých listnatých i jehličnatých lesích, na okrajích křovin, u cest, okolo železničních tratí i při kamenitých zdích. Dává přednost neutrální až kyselé vlhké, humózní půdě s příměsí kameniva.

## Popis
Vytrvalá rostlina s listovou růžici z níž vyrůstá lodyha vysoká 20 až 50 cm. Růžici tvoří 3 až 6 měkkých listů které mohou být až 10 cm dlouhé a 4 cm široké a mají tenké huňaté řapíky. Čepele bývají kopinaté, vejčité nebo okrouhlé, ve spodní polovině mají po obvodu zuby hrubé a v horní jemné, na vrcholu jsou špičaté a u báze srdčité, uťaté nebo zaokrouhlené. Růžice jsou sytě až trávově zelené i v době kvetení.
Lodyha bývá porostlá ve spodní části ojedinělými jednoduchými a hvězdicovými chlupy, v horní části mnohými tmavými stopkatými žlázkami a hvězdicovými chlupy. Na lodyze vyrůstá nejčastěji jediný list s jednoduchými chlupy na řapíku a na žilce světlejší spodní strany.
Květy vyrůstají ve středně velkých úborech které jsou v průměrném počtu od 4 do 10 sestaveny do vrcholíkovité laty s obloukovitě prohnutými větvemi. Žluté jazykovité květy mají jazýček až 19 mm dlouhý s lysými zoubky, jejich čnělky a blizny jsou nejčastěji šedožluté, v úboru bývá 30 až 50 květů. stopky a málo četné (18 až 21) čárkovitě kopinaté listeny vejčitého zákrovu, dlouhého cca 1 cm, jsou porostlé hvězdicovitými chloupky a černými hrubými žláznatými chlupy.
Plody jsou nažky přes 3 mm dlouhé, hnědočerné až černé. Mají horní, kroužkovitě ztloustlý hladký okraj a na něm dvouřadé chmýří které je nestejné. Nažky se do okolí rozšiřují anemochorně nebo zoochorně. Ploidie 2n = 27.

## Taxonomie
Při širším pojetí (sensu lato) rodu Hieracium, v ČR dosud obvyklejším, řadíme jestřábník zední mezi tzv. "pravé jestřábníky", tj. do podrodu Hieracium.
Je druhem velice variabilním, především ve tvaru a hustotě ochlupení a listů. Dále umožňuje snadnou hybridizaci s jinými druhy jestřábníků. Z území střední a jihovýchodní Evropy je některými vědci uznáváno okolo 350 poddruhů a v ČR téměř 50.

## Význam
Jestřábník zední je jedním z nejrozšířenějších jestřábníků v ČR. Patří mezi občasné a málo významné plevele, ve větším množství je pro svou hořkou chuť nežádoucí příměsi píce pro zvířata.

## Galerie

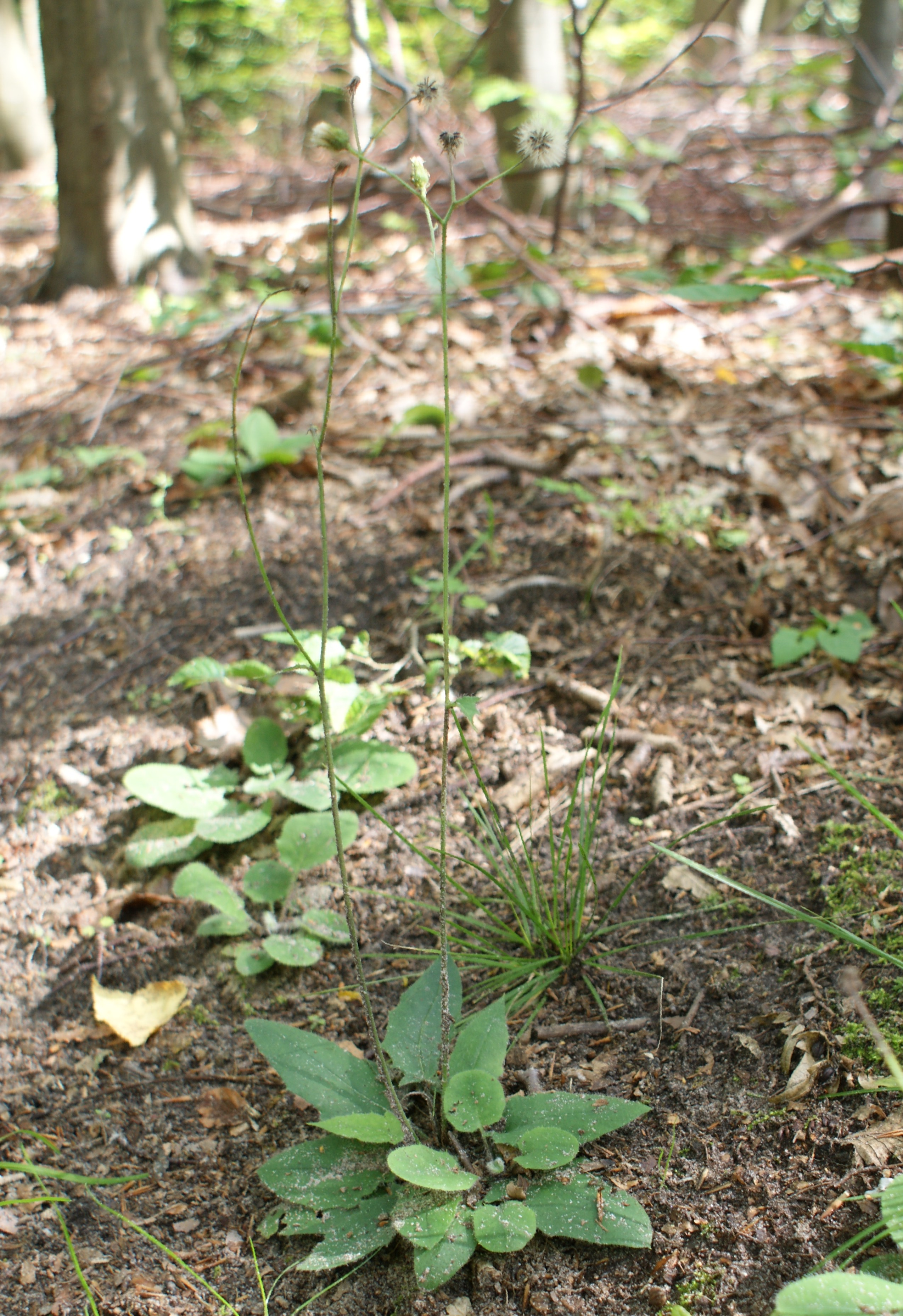
Růžice listů
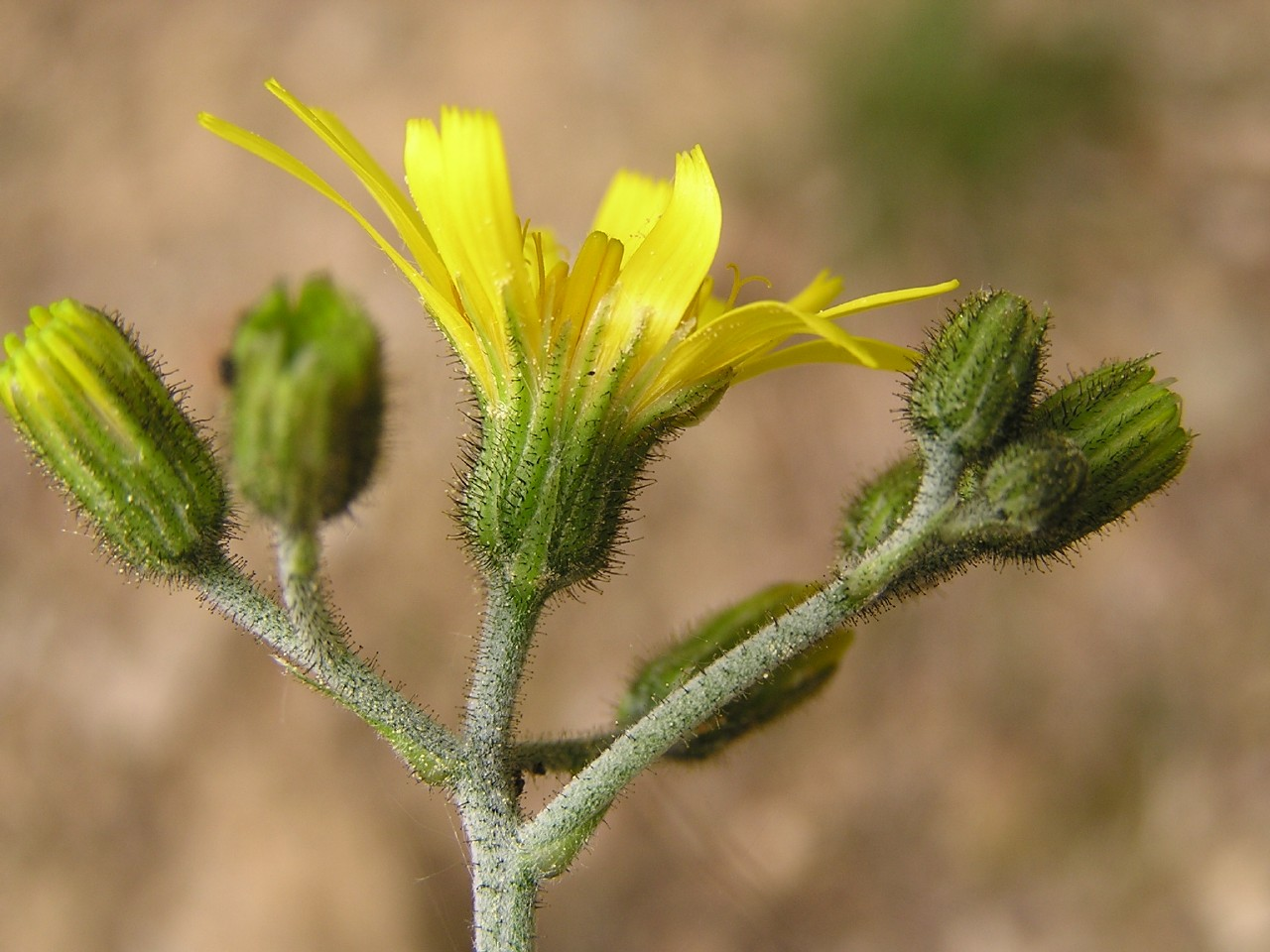
Nakvétající květenství